# Мареган (река)
Мареган (Рудханейе-Мареган, перс. رودخانه مارگان‎) — река в остане Фарс на юго-западе Ирана.

## Географическое положение
Истоком реки считается Мареганский водопад в горах Загрос, расположенный на высоте 2200 м над уровнем моря, который питают подземные каналы из карстовой котловины на западной стороне. Эта котловина простирается на 15 км с северо-запада на юго-восток, ширина её составляет до 5 км, а её водосборы определены верхами гор Гине-Се (2925 м), Сармур (2656 м), Шекярак (3325 м) и Кухе-Бермфируз (3790 м). Внутри её находятся несколько больших источников, таких как Чешме-Калаге, Чешме-Зерешки и Чешмейе-Марварид. Рядом с водопадом Мареган расположены горы Рандж-е Сепидан.

## Гидрография
Тип устья — внутренняя дельта, расположена на высоте 1935 м над уровнем моря (средний уклон реки составляет приблизительно 2,4 %). Река Мареган сливается с Джубхоле, образуя Руде-Шур, которая затем впадает в реку Кур (бассейн озера Бехтеган). Средняя скорость течения около истока (водопада) оценена в 0,5—0,8 м³/с, к устью скорость увеличивается из-за притекания более мелких притоков с ближайших гор, подземных вод и осадков (около 220 мм в год). Река протекает в северо-восточном направлении, Длина реки составляет около 11 км, площадь бассейна (не считая упомянутую котловину) — около 40 км². Эта область бассейна ограничена верхами гор Сар-е Кам Садик (2478 м) на северо-западе, Пахана (2570 м) на юге, и Бадрмандили (2352 м) на юго-востоке. Различие в высоте над уровнем моря между руслом и горными верхами составляет в среднем 117 м, а на южных более узких частях долины составляет и более 400 м (на примерно 1,5 км ширины). К северо-востоку различия в высоте становятся всё меньше, а ширина долины все увеличивается, а вдоль течения простирается сельскохозяйственная зона шириною в 200—500 м, на которой выращиваются рис и овощи. Единственный населённый пункт на берегах реки — деревня Мареган, расположенная в 2 км ниже по течению от истока. Вдоль левого берега реки проходит Мареганская дорога, которой пользуется локальное население и 800 000 туристов ежегодно во время посещения водопада. В 2000 году большая часть речного стока вместе с водопадом и 10 000 га окрестностей подпала под особо охраняемую территорию.

## Фауна
Ихтиофауна реки сходна с таковою на остальной части бассейна Кура, в котором идентифицировано 24 вида рыбы, из которых около 65 % видов составляют карпообразные (Cypriniformes).